# 29484 Honzaveselý
(29484) Honzaveselý, denumire internațională (29484) Honzavesely, este un asteroid din centura principală de asteroizi.

## Descriere
29484 Honzaveselý este un asteroid din centura principală de asteroizi. A fost descoperit pe 9 noiembrie 1997 la Observatorul din Ondřejov de Lenka Šarounová. Asteroidul prezintă o orbită caracterizată de o semiaxă mare de 2,56 ua, o excentricitate de 0,11 și o înclinație de 4,4° în raport cu ecliptica.